# Freeway Series
Die Freeway Series ist eine Interleague-Baseball-Rivalität der Major League Baseball (MLB), die zwischen den Los Angeles Angels und den Los Angeles Dodgers gespielt wird. Die Angels sind Mitglieder der American League (AL) West Division, und die Dodgers sind Mitglieder der National League (NL) West Division. Die Serie hat ihren Namen von dem massiven Autobahnsystem im Großraum Los Angeles. Der Begriff ähnelt der Subway Series, die sich auf Begegnungen zwischen New Yorker Baseballteams bezieht. Der Begriff "Freeway Series" inspirierte auch den offiziellen Namen der NHL-Rivalität der Region zwischen den Los Angeles Kings und den Anaheim Ducks: das Freeway-Face-Off.

## Hintergrund
Der Aufstieg Südkaliforniens zu einer wichtigen Region der Vereinigten Staaten führte zu einer erheblichen wirtschaftlichen Rivalität zwischen den benachbarten Bezirken Los Angeles und Orange.
Für viele Menschen, die außerhalb Südkaliforniens leben, wird die gesamte Region oft einfach als "LA" bezeichnet, was Los Angeles und Orange Counties mit den gleichen Stereotypen und Vorurteilen assoziiert. Die beiden Counties unterscheiden sich jedoch stark in der politischen Ideologie, dem sozioökonomischen Status und der Demografie. Los Angeles County ist liberaler und wird durch eine ethnisch vielfältigere Bevölkerung repräsentiert, während Orange County als eines der konservativsten Gebiete des Staates bekannt war. Diese Trennung führte dazu, dass die Grenze zwischen Los Angeles und Orange County umgangssprachlich als "Orange Curtain" bezeichnet wurde. Dies kann jedoch etwas irreführend sein, da die älteren, städtischeren Städte des nördlichen und zentralen Orange County (Anaheim, Santa Ana, Garden Grove, Buena Park usw.) viel mehr mit den Städten des Los Angeles County übereinstimmen als die südlichen Städte im Orange County. Diese älteren Städte des Orange County sind vielfältiger und weniger homogen als die Städte im Süden, was sich in den Einkommensniveaus und der Demographie widerspiegelt.

## Geschichte
Das erste Spiel zwischen den beiden Mannschaften wurde 1962 in Palm Springs ausgetragen und wurde von den Angels gewonnen. Die erste Pre-Season-Serie wurde im Dodger Stadium ausgetragen, welches damals das Heimstadion beider Mannschaften zwischen 1962 und 1965 war. Die Angels gewannen beide Spiele. Nachdem die Angels 2005 Los Angeles zu ihrem offiziellen Namen hinzugefügt hatten, erwachte die Rivalität wieder zu neuem Interesse, da die Serie eine stärker innerstädtische Atmosphäre erhielt.
Während der gesamten Saison 2005 listete das Dodger Stadium die Angels als "ANA" auf der Anzeigetafel und in den Mannschaftsplänen auf, so wie es vor der Namensänderung der Angels war. Die Dodgers-Tickets bezeichnen die Angels immer noch als die "Anaheim Angels".
Die regulären Spiele und die Post-Season-Spiele zwischen den beiden Mannschaften finden entweder im Angel Stadium of Anaheim oder im Dodger Stadium statt. Die beiden Stadien liegen etwa 50 km voneinander entfernt.
Während der World Series 2002 gab es einen Moment des Friedens in der Rivalität, da die Angels gegen die San Francisco Giants spielten, die ebenfalls große Rivalen der Dodgers sind.
Im Jahr 2014 wurde Geschichte geschrieben, als zwei MVPs aus demselben Stadtgebiet ausgewählt wurden, wobei der Angels-Outfielder Mike Trout den MVP der American League und der Dodger-Pitcher Clayton Kershaw den MVP der National League für das Jahr gewann. Dies geschah erneut im Jahr 2019, erneut Trout und Dodgers' Cody Bellinger den Preis gewannen.